# LoPresti Fury
LoPresti Fury je bil prototip športnega letala, ki ga je zasnoval Roy LoPresti v poznih 1980ih. Zasnovan je na podlagi Globe Swift. Grajen je iz aluminija, ima nizko nameščeno krilo in uvlačljivo pristajalno podvozje z repnim kolesom. Poganja ga 200 konjski bencinski protibatni motor Lycoming IO-360-A1B6. Pilot in potnik sedita eden ob drugem. Dolet letala je okrog 1500 kilometrov. 
Predstavljen je bil kot SwiftFury leta 1989 na Sun 'n Fun. Zbral je več kot 500 naročil. 

## Specifikacije (prototip)
- Posadka: 1 pilot
- Kapaciteta: 1 potnik
- Razpon kril: 29 ft 4 in (8,93 m)
- Površina kril: 139 ft2 (12,9 m2)
- Prazna teža: 1450 lb (660 kg)
- Gros teža: 2300 lb (1050 kg)
- Motor: 1 × Lycoming IO-360-A1B6, 200 KM (150 kW)

- Maks. hitrost: 222 mph (355 km/h)
- Dolet: 1000 milj (1600 km)
- Višina leta (servisna): 21000 ft (6400 m)
- Hitrost vzpenjanja: 1350 ft/min (6,9 m/s)